# I ragazzi della periferia sud
I ragazzi della periferia sud è un film italiano del 1984 diretto da Gianni Minello.

## Trama
Un gruppo di ragazzi della periferia romana degli anni ottanta: una vita fatta di droga, prostituzione, emarginazione, violenza e solitudine.